# Moitessieria rayi
Moitessieria rayi é uma espécie de gastrópode  da família Hydrobiidae.
É endémica de França.